# Gabriele Hessel
Gabriele Hessel (* 9. Mai 1959 in Dortmund) ist eine deutsche Juristin. Sie war vom 31. August 2006 bis 30. Juni 2021 Richterin am Bundesgerichtshof.
Nach dem Abschluss ihrer juristischen Ausbildung war Gabriele Hessel zunächst als wissenschaftliche Assistentin an der Westfälischen Wilhelms-Universität in Münster tätig. Dort wurde sie 1989 mit einer Untersuchung zu Albert A. Ehrenzweigs kollisionsrechtlichen Lehren zum Dr. iur. promoviert. 1988 trat Hessel in den höheren Justizdienst des Landes Schleswig-Holstein ein, wo sie 1994 zur Richterin am Amtsgericht Ahrensburg ernannt wurde. In den darauf folgenden Jahren war Hessel unter anderen an das Sekretariat des Ausschusses für Wahlprüfung, Immunität und Geschäftsordnung des Deutschen Bundestags, an das Bundesministerium der Justiz sowie an das Schleswig-Holsteinische Oberlandesgericht abgeordnet. Im Jahr 2002 wurde sie zur Vorsitzenden Richterin am Landgericht Lübeck befördert.
Am 31. August 2006 wurde Hessel schließlich zur Richterin am Bundesgerichtshof ernannt, wo sie dem für das Kaufrecht, Wohnraummietrecht und Leasingrecht zuständigen VIII. Zivilsenat zugewiesen wurde. Am 30. Juni 2021 trat Hessel in den Ruhestand.